# ミハエル・ベン＝アリ
ミハエル・ベン＝アリ（Michael Ben-Ari 、ヘブライ語：מיכאל בן ארי）は、1963年10月12日、イスラエル・テル・アヴィヴ出身のイスラエルの政治家、宗教者。「エレツ・イスラエル」研究を専門としたPh.D.を所持している。イスラエル国会議員で、尊敬する政治家はラビ-メイル・カハネである（彼の事務室にはカハネの肖像画が飾ってある）。

## 出自・学歴
1963年にテル・アヴィヴ南東の郊外の町・クファル・シャレムの、ミズラヒームの家庭に生まれる。父母はそれぞれイラン、アフガニスタンからの帰還者。長じて、宗教学校を経てバル＝イラン大学に進む。同大学でタルムード研究により学士の称号を得、その後、旧約聖書に対する研究をより深め、前述の「エレツ・イスラエル」研究によりPh.D.の称号を獲得。

## 政界進出
ベン＝アリが政界との接点を持つきっかけとなったのは、青年時のラビ-メイル・カハネに対する傾倒である。1980年代初頭には当時、カハネが創設したユダヤ教原理主義政党「カハ」に所属（その後、非合法化）していた。2003年に、カハネ主義政党のユダヤ国民戦線から初めて国政選挙への出馬を試みるものの、その際は大惨敗を喫する。
雪辱を果たすのはそれから6年後の2009年になってからで、政党も国民戦線から国家統一党に移籍、ベン＝アリは比例順位4位で初当選を果たす。また、当選後ベン＝アリは真っ先にラビ-カハネの遺族の下を訪問、当選の報告を行っている。2009年現在、議席を持つイスラエルの国会議員の中では最も先鋭的な対アラブ・パレスチナ強硬論者で、ガザ攻撃の際には、ダビデ王のペリシテ人に対する攻勢を引き合いに出し、早い段階から地上戦を主張、また、ガザ地区撤退計画で撤去されたガザのユダヤ人入植地の再建を掲げている（これらは統一党の基本政策でもある）。
2013年の総選挙には、「強いイスラエル」から出馬するも議席を得られず落選した。政治活動は続けている。

## 論争
2010年5月、当時ムアンマル・アル＝カッザーフィーの統治下にあったリビアをアラブ系イスラエル人議員たち（アフマド・ティビ、ムハンマド・バラカ、ジャマール・ザハルカ、ターリブ・アル＝サナなど）が共同で訪問したことを議員会合の席上で強く非難、これに対しユダヤ系イスラエル人左派政党「メレツ」所属の議員であるイラン・ギロン、メレツ党首ハイム・オロンが激しく反論、ユダヤ人同士がお互いを非難しあう事態になった。

## アメリカ入国拒否騒動
2012年2月、ベン＝アリはアメリカ合衆国を訪れようとしたが、米政府がテロ組織と認定している極右政党「カハ」に在籍していた事実により、入国を拒否された。この措置にはベン＝アリのみならず、イスラエル国会議長のルーベン・リブリンも強くアメリカを非難しており、ベン＝アリは「（誰がテロリストかを区別できない）この盲目的な行動がアメリカ同時多発テロを招いたのだ」と趣旨を以ってアメリカを強く非難した。

## その他
- メイル・カハネ同様、クネセトでの演説をボイコットされ、国家統一党の議員と国会議長と速記係以外誰もいない議会で演説したことがある[5]。
- クネセト内では常にタナハを携帯している。
- 8人の子供がいる。